# Meteor (film)
A Meteor (eredeti cím: Meteor) 1979-es amerikai katasztrófafilm, Ronald Neame rendezésében; Sean Connery, Natalie Wood, és Karl Malden főszereplésével.

## Cselekmény
Dr. Paul Bradleyt (Sean Connery) a NASA behívja egy fontos hír miatt. A NASA egyik tagja, Harry Sherwood (Karl Malden) részletesen beszámol neki arról, hogy az Orpheus nevű kisbolygó egy üstökössel való ütközés következtében millió darabra hullott; abból egy nyolc kilométeres meteor darab pusztulással fenyegeti a Földet. Ha becsapódik, az olyan katasztrófával fenyeget, amely az emberiség kipusztulásával járhat. A meteor megállításához a NASA a Herkules névre hallgató illegális nukleáris fegyvert akarja felhasználni, amit Dr. Paul Bradley korábban más célra talált ki. De hamar rá kell jönniük arra, hogy a rakéta ereje nem elég nagy. A túlélés egyetlen esélye, ha összefognak az oroszokkal, akik szintén illegálisan ugyan, de rendelkeznek nukleáris rakétákkal. A kérdés az, hogy vajon a jövő érdekében képes-e a két szuperhatalom ilyen szintű együttműködésre? 
Az oroszok közül csak néhányan, köztük Dr. Alekszej Dubov (Brian Keith) támogatja az összefogást. Az amerikaiak közül Adlon tábornok (Martin Landau), aki a Herkules terv felelőse, egy tárgyaláson vita közben elmondja, teljes képtelenségnek tartja a becsapódást és hogy nyilvánosságra lehetne hozniuk az oroszoknak a saját rakétájuk létezését, valamint a köztük lévő titkos megegyezést. Ám Dr. Paul Bradley és Harry Sherwood az amerikai elnök engedélyét kéri a terv megvalósításához. Ennek eredményeként az elnök beleegyezik, és Dr. Paul Bradleyre bízza az irányítást.

## Szereplők
| Szereplő                      | Színész             | Magyar hang      |
| ----------------------------- | ------------------- | ---------------- |
| Dr. Paul Bradley              | Sean Connery        | Bitskey Tibor    |
| Tatjana Nikolajevna Donszkaja | Natalie Wood        | Bánsági Ildikó   |
| Harry Sherwood                | Karl Malden         | Szabó Sándor     |
| Dr. Alekszej Dubov            | Brian Keith         | Cs. Németh Lajos |
| Adlon tábornok                | Martin Landau       | Láng József      |
| Sir Michael Hughes            | Trevor Howard       | Kun Vilmos       |
| Védelmi miniszter             | Richard Dysart      | Horkai János     |
| Elnök                         | Henry Fonda         | Tyll Attila      |
| Easton altábornagy            | Joseph Campanella   |                  |
| Rolf Manheim                  | Bo Brundin          |                  |
| Jan Watson                    | Katherine De Hetre  | Jani Ildikó      |
| Alan Marshall                 | James G. Richardson |                  |
| Bill Hunter                   | Roger Robinson      | Melis Gábor      |
| Sam Mason                     | Michael Zaslow      |                  |
| Peter Watson                  | John McKinney       |                  |